# Федерално тужилаштво Федерације Босне и Херцеговине
Федерално тужилаштво Федерације Босне и Херцеговине је самостална институција Федерације Босне и Херцеговине која има за посао истражних радњи и гоњења понтецијалних учиниоца кривичних дела и привредних прекршаја на територији територији Федерације.

## Историја
Федерално тужилаштво је основано Законом о Федералном тужилаштву из 1995. године, да би исти престао важити када је Волфганг Петрич, тадашњи високи преставник, прогласио 3. септембра 2002. године привремени Закон о Федералном тужилаштву Федерације Босне и Херцеговине, док Парламент Федерације Босне и Херцеговине не донесе Закон о Федералном тужилаштву. По том Закону, Федерално тужилаштво почиње са радом на дан када Високи судски и тужилачки савјет Босне и Херцеговине јавно објави одлуку у Службеним новинама Федерације БиХ, што се десило 25. фебруара 2003. године После месец дана од почетка рада Федералног тужилаштва, Парламент ФБиХ је донео Закон о Федералном тужилаштву 2003. године.

## Надлежности
Надлежност Федералног тужилаштва су да спроводи истражне радње, гони потенцијалне учиниоце кривичних и привредних преступа, као и остале надлежности у складу са федералним законима. У првом степену надлежности, Федерално тужилаштво спроводи истражне радње, гони потенцијалне учиниоце кривичних дела попут тероризма, међукантоналног кримилала, илегална трговина дрогама или организованог криминала по Закону о Врховном суду ФБиХ које су у надлежности тог суда.
Сходно Закону о Федералном тужилаштву, Главни федерални тужилац поступа гоњење учинилаца кривичних дела пред Врховним судом ФБиХ, као и пред општинским и кантоналним судовима у Федерацији.
Када главни федерални тужилац процени да кантонална тужилаштва не примењују правилно кривични законик Федерације или не обавља ефикасно гоњење кривичних дела, онда може он обављати те радње уместо тог тужилаштва. Неке послове може поверити другом кантоналном тужилаштву или неком од федералних тужилаца.
Главни федерални тужилац решава сукоб између 2 кантонална тужилаштава.

## Организација Федераног тужилаштва
Федералним тужилаштвом руководи Главни федерални тужилац, који има два заменика (од којих је један први заменик), док се број федералних тужилаца одређује Високо судско тужилачко веће БиХ. Главног федералног тужилоца, његове заменике и федералне тужиоце бира Високо судско тужилачко веће.
Поред Главног федералног тужиоца и његових заменика, тренутно има још 9 тужилаца.